# Gaylussacia bigeloviana
Gaylussacia bigeloviana là một loài thực vật có hoa trong họ Thạch nam. Loài này được (Fernald) Sorrie & Weakley mô tả khoa học đầu tiên năm 2007.